# Georg Schwarzenbeck
Hans-Georg "Katsche" Schwarzenbeck (Múnich, 3 de abril de 1948) es un exfutbolista alemán que jugaba como defensa. Desempeñó toda su carrera en el Bayern Múnich de la Bundesliga donde permaneció por 14 años, allí jugó (en todas las competiciones) un total de 540 partidos en los que marcó 28 goles, con Los bávaros consiguió 14 títulos oficiales, destacando 6 ligas, 3 Copas de Europa y una Copa Intercontinental.
Katsche (como fue apodado) también fue internacional con Alemania, disputando un total de 44 partidos y coronándose campeón del Mundial 1974 y la Eurocopa 1972, además fue subcampeón en la Eurocopa 1976.
Actualmente Schwarzenbeck opera una tienda de agentes noticiarios en Múnich.

## Trayectoria
Schwarzenbeck jugó hasta la edad de 13 años en el Sportfreunde Munich, antes de mudarse en 1961 al departamento juvenil del Bayern Múnich, estando activo allí durante cinco años.
Para la temporada 1966-67, perteneció al equipo profesional del Bayern y debutó el 8 de octubre de 1966 (octava jornada) en la derrota por 1-4 ante el Werder Bremen. Anotó su primer gol como Vorstopper el 25 de octubre de 1969 (décimo juego) por la ventaja interina 1-0 en una victoria por 3-1 en el partido de visitante contra el Alemannia Aachen. A partir de este punto, tuvo éxito, al menos un gol en cada temporada, a excepción de los dos últimos años.
Schwarzenbeck jugó como profesional exclusivamente para Los bávaros donde disputó un total de 540 partidos en los que marcó 28 goles (en todas las competiciones), además ganó un total de 14 títulos oficiales, 9 locales (6 ligas, 3 Copas de Alemania) y 5 internacionales (3 Copas de Europa, una Recopa de Europa y una Copa Intercontinental).
Después de la temporada temporada 1980-81 (sin uso) Schwarzenbeck terminó su carrera a la edad de 32 años como resultado de una tendinitis de Aquiles sufrida el 15 de noviembre de 1979; jugó su último partido en Bundesliga el 18 de agosto de 1979 (2.ª jornada) en un empate 1-1 contra el Schalke 04. 
Su mayor acto tuvo éxito el 15 de mayo de 1974: Schwarzenbeck anotó el gol de la igualdad en la final de la Copa de Campeones contra el Atlético de Madrid en el último minuto extra en un tiro con mucho efecto. El Bayern se coronó campeón tras ganar 4 a 0 en el partido de desempate, celebrado dos días más tarde.

## Selección nacional
Tras jugar dos partidos con la selección alemana sub-23 Schwarzenbeck debutó con la selección mayor de Alemania el 12 de junio de 1971 en Karlsruhe (victoria por 2-0 sobre Albania en un partido clasificatorio para la Eurocopa). Participó en dos Copas del Mundo y dos Eurocopas (Mundial 1974, Mundial 1978, Euro 1972 y Euro 1976). 
Aunque hizo parte de la plantilla, Schwarzenbeck no disputó un solo minuto en el Mundial del 78, sus mayores éxitos en la selección fueron el Mundial de 1974, y la Eurocopa 1972, además de ser subcampeón en la Eurocopa 1976 disputada en Yugoslavia.
Schwarzenbeck fue internacional por casi ocho años (1971-1978), disputó un total de 44 partidos (0 goles) con su selección. Tras su consagración en Alemania 74, fue condecorado con el Laurel de Plata ese mismo año.

### Participaciones en Copas del Mundo
| Mundial                        | Sede                | Resultado    |
| ------------------------------ | ------------------- | ------------ |
| Copa Mundial de Fútbol de 1974 | Alemania Occidental | Campeón      |
| Copa Mundial de Fútbol de 1978 | Argentina           | Segunda fase |

### Participaciones en Eurocopas
| Eurocopa      | Sede       | Resultado  |
| ------------- | ---------- | ---------- |
| Eurocopa 1972 | Bélgica    | Campeón    |
| Eurocopa 1976 | Yugoslavia | Subcampeón |

## Clubes
| Club          | País     | Año       |
| ------------- | -------- | --------- |
| Bayern Múnich | Alemania | 1966-1980 |

## Palmarés

### Títulos nacionales
| Título           | Club          | País     | Año     |
| ---------------- | ------------- | -------- | ------- |
| Copa de Alemania | Bayern Múnich | Alemania | 1965-66 |
| Copa de Alemania | Bayern Múnich | Alemania | 1966-67 |
| Bundesliga       | Bayern Múnich | Alemania | 1968-69 |
| Copa de Alemania | Bayern Múnich | Alemania | 1968-69 |
| Copa de Alemania | Bayern Múnich | Alemania | 1970-71 |
| Bundesliga       | Bayern Múnich | Alemania | 1971-72 |
| Bundesliga       | Bayern Múnich | Alemania | 1972-73 |
| Bundesliga       | Bayern Múnich | Alemania | 1973-74 |
| Bundesliga       | Bayern Múnich | Alemania | 1979-80 |
| Bundesliga       | Bayern Múnich | Alemania | 1980-81 |

### Títulos internacionales
| Título                 | Club                  | Sede           | Año     |
| ---------------------- | --------------------- | -------------- | ------- |
| Recopa de Europa       | Bayern Múnich         | Núremberg      | 1966-67 |
| Eurocopa               | Selección de Alemania | Bélgica        | 1972    |
| Copa Mundial de Fútbol | Selección de Alemania | Múnich         | 1974    |
| Copa de Europa         | Bayern Múnich         | Bruselas       | 1973-74 |
| Copa de Europa         | Bayern Múnich         | París          | 1974-75 |
| Copa de Europa         | Bayern Múnich         | Glasgow        | 1975-76 |
| Copa Intercontinental  | Bayern Múnich         | Belo Horizonte | 1976    |

(*) Incluyendo la selección

### Distinciones individuales
| Distinción                                     | Año  |
| ---------------------------------------------- | ---- |
| Once de todos los tiempos del Bayern de Múnich | 2005 |
| Salón de la Fama del Bayern de Múnich          | 2016 |

## Condecoraciones
| Distinción      | Año  |
| --------------- | ---- |
| Laurel de Plata | 1974 |